# Квалификације за Европско првенство у фудбалу 2016 — група Д
Група Д квалификација за Европско првенство у фудбалу 2016. састојала се од шест репрезентација: Немачка, Ирска, Пољска, Шкотска, Грузија и Гибралтар.
Репрезентације Немачке и Пољске су као првопласиране и другопласиране репрезентације избориле директан пласман на првенство, док је као трећепласирана у групи у бараж отишла репрезентација Ирске.

## Табела
| Табела групе Д | Табела групе Д  | Табела групе Д | Табела групе Д | Табела групе Д | Табела групе Д | Табела групе Д | Табела групе Д | Табела групе Д | Табела групе Д |  |         |        |                 |         |         |           |  | Домаћи | Домаћи | Домаћи | Домаћи | Домаћи | Домаћи | Домаћи | Гости | Гости | Гости | Гости | Гости | Гости | Гости |
|                | Репрезентација  | И              | Д              | Н              | И              | ДГ             | ПГ             | ГР             | Бод.           |  | Њемачка | Пољска | Република Ирска | Шкотска | Грузија | Гибралтар |  | И      | Д      | Н      | И      | ДГ     | ПГ     | Бод.   | И     | Д     | Н     | И     | ДГ    | ПГ    | Бод.  |
| 1.             | Немачка         | 10             | 7              | 1              | 2              | 24             | 9              | +15            | 22             |  | -       | 3:1    | 1:1             | 2:1     | 2:1     | 4:0       |  | 5      | 4      | 1      | 0      | 12     | 4      | 13     | 5     | 3     | 0     | 2     | 12    | 5     | 9     |
| 2.             | Пољска          | 10             | 6              | 3              | 1              | 33             | 10             | +23            | 21             |  | 2:0     | -      | 2:1             | 2:2     | 4:0     | 8:1       |  | 5      | 4      | 1      | 0      | 18     | 4      | 13     | 5     | 2     | 2     | 1     | 15    | 6     | 8     |
| 3.             | Република Ирска | 10             | 5              | 3              | 2              | 19             | 7              | +12            | 18             |  | 1:0     | 1:1    | -               | 1:1     | 1:0     | 7:0       |  | 5      | 3      | 2      | 0      | 11     | 2      | 11     | 5     | 2     | 1     | 2     | 8     | 5     | 7     |
| 4.             | Шкотска         | 10             | 4              | 3              | 3              | 22             | 12             | +10            | 15             |  | 2:3     | 2:2    | 1:0             | -       | 1:0     | 6:1       |  | 5      | 3      | 1      | 1      | 12     | 6      | 10     | 5     | 1     | 2     | 2     | 10    | 6     | 5     |
| 5.             | Грузија         | 10             | 3              | 0              | 7              | 10             | 16             | -6             | 9              |  | 0:2     | 0:4    | 1:2             | 1:0     | -       | 4:0       |  | 5      | 2      | 0      | 3      | 6      | 8      | 6      | 5     | 1     | 0     | 4     | 4     | 8     | 3     |
| 6.             | Гибралтар       | 10             | 0              | 0              | 10             | 2              | 56             | -54            | 0              |  | 0:7     | 0:7    | 0:4             | 0:6     | 0:3     | -         |  | 5      | 0      | 0      | 5      | 0      | 27     | 0      | 5     | 0     | 0     | 5     | 2     | 29    | 0     |

## Резултати
| Немачка        | 2:1    | Шкотска  |
| -------------- | ------ | -------- |
| Милер 18’, 70’ | Детаљи | Анја 66’ |

| Грузија        | 1:2    | Ирска            |
| -------------- | ------ | ---------------- |
| Окриашвили 38’ | Детаљи | Макгиди 24’, 90’ |

| Гибралтар | 0:7    | Пољска                                                            |
| --------- | ------ | ----------------------------------------------------------------- |
|           | Детаљи | Гросицки 11’, 48’ · Левандовски 50’, 53’, 86’, 90+2’ · Шукала 58’ |

| Ирска                                                                  | 7:0    | Гибралтар |
| ---------------------------------------------------------------------- | ------ | --------- |
| Кин 6’ 14’ 18’ (пен.) · Маклин 46’ 53’ · Перез 52’ (аг.) · Хулахан 56’ | Детаљи |           |

| Пољска               | 2:0    | Немачка |
| -------------------- | ------ | ------- |
| Милик 51’ · Мила 88’ | Детаљи |         |

| Шкотска           | 1:0    | Грузија |
| ----------------- | ------ | ------- |
| Хубутиа 28’ (аг.) | Детаљи |         |

| Немачка  | 1:1    | Ирска       |
| -------- | ------ | ----------- |
| Крос 71’ | Детаљи | О’Шеј 90+4’ |

| Пољска                   | 2:2    | Шкотска                  |
| ------------------------ | ------ | ------------------------ |
| Маџински 11’ · Милик 76’ | Детаљи | Малони 18’ · Неисмит 57’ |

| Гибралтар | 0:3    | Грузија                                     |
| --------- | ------ | ------------------------------------------- |
|           | Детаљи | Гелашвили 9’ · Окриашвили 19’ · Канкава 69’ |

| Немачка                                      | 4:0    | Гибралтар |
| -------------------------------------------- | ------ | --------- |
| Милер 12’, 29’ · Геце 38’ · Сантос 67’ (аг.) | Детаљи |           |

| Шкотска    | 1:0    | Ирска |
| ---------- | ------ | ----- |
| Малони 75’ | Детаљи |       |

| Грузија | 0:4    | Пољска                                             |
| ------- | ------ | -------------------------------------------------- |
|         | Детаљи | Глик 51’ · Крикровиак 71’ · Мила 73’ · Милик 90+2’ |

| Шкотска                                                               | 6:1    | Гибралтар  |
| --------------------------------------------------------------------- | ------ | ---------- |
| Малони 18’ (пен.), 34’ (пен.) · С. Флечер 29’, 77’, 90’ · Неисмит 39’ | Детаљи | Касаро 20’ |

| Грузија | 0:2    | Немачка              |
| ------- | ------ | -------------------- |
|         | Детаљи | Ројс 39’ · Милер 44’ |

| Ирска      | 1:1    | Пољска    |
| ---------- | ------ | --------- |
| Лонг 90+1’ | Детаљи | Пешко 26’ |

| Ирска       | 1:1    | Шкотска         |
| ----------- | ------ | --------------- |
| Волтерс 38’ | Детаљи | О’Шеј 47’ (аг.) |

| Пољска                                    | 4:0    | Грузија |
| ----------------------------------------- | ------ | ------- |
| Милик 62’ · Левандовски 89’, 90+2’, 90+3’ | Детаљи |         |

| Гибралтар | 0:7    | Немачка                                                            |
| --------- | ------ | ------------------------------------------------------------------ |
|           | Детаљи | Ширле 28’, 65’, 71’ · Крузе 47’, 81’ · Гундоган 51’ · Белараби 57’ |

| Немачка                   | 3:1    | Пољска          |
| ------------------------- | ------ | --------------- |
| Милер 12’ · Геце 19’, 82’ | Детаљи | Левандовски 37’ |

| Грузија       | 1:0    | Шкотска |
| ------------- | ------ | ------- |
| Казашвили 38’ | Детаљи |         |

| Гибралтар | 0:4    | Ирска                                |
| --------- | ------ | ------------------------------------ |
|           | Детаљи | Кристи 27’ · Кин 49’, 51’ · Лонг 79’ |

| Ирска       | 1:0    | Грузија |
| ----------- | ------ | ------- |
| Волтерс 69’ | Детаљи |         |

| Пољска                                                                                            | 8:1    | Гибралтар   |
| ------------------------------------------------------------------------------------------------- | ------ | ----------- |
| Гросицки 8’, 15’ · Левандовски 18’, 29’ · Милик 56’, 72’ · Блашчиковски 59’ (пен.) · Капустка 73’ | Детаљи | Гослинг 87’ |

| Шкотска                         | 2:3    | Немачка                       |
| ------------------------------- | ------ | ----------------------------- |
| Хумелс 28’ (аг.) · Макартур 43’ | Детаљи | Милер 18’, 34’ · Гундоган 54’ |

| Ирска    | 1:0    | Немачка |
| -------- | ------ | ------- |
| Лонг 70’ | Детаљи |         |

| Шкотска                   | 2:2    | Пољска               |
| ------------------------- | ------ | -------------------- |
| Ритчи 45’ · С. Флечер 62’ | Детаљи | Левандовски 3’ 90+4’ |

| Грузија                                                  | 4:0    | Гибралтар |
| -------------------------------------------------------- | ------ | --------- |
| Ватсађе 30’, 45’ · Окриашвили 35’ (пен.) · Казашвили 87’ | Детаљи |           |

| Немачка                      | 2:1    | Грузија     |
| ---------------------------- | ------ | ----------- |
| Милер 50’ (пен.) · Крузе 79’ | Детаљи | Канкава 53’ |

| Гибралтар | 0:6    | Шкотска                                                            |
| --------- | ------ | ------------------------------------------------------------------ |
|           | Детаљи | Мартин 25’ · Малони 39’ · С. Флечер 52’, 56’, 85’, · Неисмит 90+1’ |

| Пољска                           | 2:1    | Ирска              |
| -------------------------------- | ------ | ------------------ |
| Крикровиак 13’ · Левандовски 42’ | Детаљи | Волтерс 16’ (пен.) |

## Стрелци
13 голова
| - Роберт Левандовски |

9 голова
| - Томас Милер |

7 голова
| - Стивен Флечер |

6 голова
| - Аркадјуш Милик |

5 голова
| - Роби Кин | - Шон Малони |

4 гола
| - Камил Грозицки |

3 гола
| - Торнике Окријашвили - Шејн Лонг - Џонатан Вотерс | - Андре Ширле - Макс Крузе | - Марио Геце - Стивен Нејсмит |

2 гола
| - Валери Казаишвили - Јаба Канкава - Мате Ватсадзе | - Ејден Макгиди - Џејмс Макклин - Илкај Гундоган | - Гжегож Криховјак - Себастијан Мила |

1 гол
| - Ли Каскјаро - Џејк Гослинг - Николоз Гелашвили - Вес Хулахан - Сајрус Кристи - Џон О’Шеј - Карим Белараби | - Марко Ројс - Тони Крос - Бартош Капустка - Јакуб Блашчиковски - Камил Глик - Кжижтоф Мачињски | - Лукаш Шукала - Славомир Пешко - Икечи Анја - Кристофер Мартин - Мет Ричи - Џејмс Макартур |

Аутогол
| - Јоган Сантос (против Немачке) - Џордан Перес (против Ирске) - Акаки Хубитија (против Шкотске) | - Џон О’Шеј (против Шкотске) - Матс Хумелс (против Шкотске) |